# Забава (Львовская область)
Забава (укр. Забава) — село в Радеховской городской общине Шептицкого района Львовской области Украины.
Население по переписи 2001 года составляло 206 человек. Занимает площадь 0,91 км². Почтовый индекс — 80210. Телефонный код — 3255.